# 蟑螂老爹
蟑螂老爹（英語：Papa Roach），美國硬搖滾、另類金屬樂隊，來自加利福尼亞州瓦卡維爾。處女專輯《Infest》於2000年發售，自此打響名堂。

## 成員
蟑螂老爹現時有四名成員：
- 雅各比·沙迪克斯（Jacoby Shaddix）：主唱
- 杰里·霍頓（Jerry Horton）：吉他手、合音
- 托賓·埃斯佩朗斯（Tobin Esperance）：貝斯手、合音
- 托尼·巴勒莫（Tony Palermo）：鼓手、敲擊樂器

## 專輯

### 《Infest》
1997年，蟑螂老爹自資製作《Old Friends from Young Years 》專輯，未獲傳媒和市民注意。2000年4月，蟑螂老爹第二張專輯《Infest》開售，由夢工廠唱片製作，大獲好評：躋身《告示牌》（Billboard）流行專輯榜頭五名、獲三重白金認證（美國銷量超過300萬）、英國搖滾金榜冠軍。2000年9月，單曲《Last Resort》奪英國金榜季軍、在美國Billboard現代搖滾榜連續7週冠軍、2000年終現代搖滾單曲榜亞軍。《滾石雜誌》選蟑螂老爹為「年度人物」（People Of The Year）。2001年，蟑螂老爹獲第43屆葛萊美獎「最佳新進藝人」、「最佳短篇音樂錄影帶」2項提名。

### 《Lovehatetragedy》
2002年，蟑螂老爹的第三張專輯《Lovehatetragedy》請來Pearl Jam、Rage Against The Machine、Stone Temple Pilots等搖滾名團的製作人Brendan O’Brien操刀製作與混音。

### 《Getting Away with Murder》
乐队第四张专辑《Getting Away With Murder》（浩劫余生/本人最爱）于2004年发行，唱片全面强攻了英国专辑榜冠军以及美国专辑榜TOP17的位置，并且再次达成了全球销量超过两百八十万的白金大碟。而且专辑中的主打曲之一Scars也拿下了2005年公告榜单TOP100的TOP15的位置，公告牌连续50周在TOP40前的位置。

### 《The Paramour Sessions》
在两年的巡演与修正后，乐队于2006年带来了他们的第五张全长度录音室专辑《The Paramour Sessions/本人最爱》（无声电影工作大厦），全新的聆听感受使乐队不再拘泥于Nu-Metal的调调。
来自于早期80年代硬式摇滚的气息扑面而来。
专辑榜TOP200中首周售出37000张专辑拿下TOP16，闯入主流摇滚榜TOP11与现代摇滚榜的TOP15；
首波主打曲目无疑是WWE（美国职业摔角娱乐）旗下联盟RAW于2006年度开场曲“To Be Loved”
这首单曲，放肆的呐喊于激烈的鼓点都预示着人们心中的梦想与希望，让人有种无形的冲劲，去挑战任何困难。
而在厚实的鼓击与吉他音网交织下的“Alive（N’Out Of Control）”单曲，如同失控一般，主唱Jacoby Shaddix的高分贝呐喊令人心潮澎湃
；悦耳动听的中板摇滚之作“Forever”更是成为了众多电台于电视节目的推荐曲目；重拾了80年代摇滚感动之触觉的“What Do You Do？”在招牌式的合声与吉他Solo的驱使下，触发着摇滚铁汉的柔情......
《The Paramour Sessions》完全可以被看作是一张乐队跻身主流摇滚界的强悍力作，Papa Roach几乎达成了他们的摇滚传奇的梦想（美国梦在音乐方面的体现）。而且连续第四次拿下金唱片。

### 《Metamorphosis》
2008年1月，乐队的胖子鼓手Dave Buckner离开了Papa Roach，而后乐队请来了Unwritten Law乐队的Tony Palermo担任鼓手。2008年10月26日，乐队发行了新专辑的首支单曲“Hollywood Whore”（好莱坞妓女）；2009年1月9日，Papa Roach在Myspace上放出了新专辑第二波单曲“Lifeline”（生命线）。2009年3月24日，本来命名为《Days Of War，Nights Of Love》的新专辑，但因为为了能突出乐队十年历程，所以最终更名为《Metamorphosis》（脱变）的全新专辑终于发行。专辑榜TOP200中打下TOP8，首周售出44000多张的好成绩！《Metamorphosis》几乎可以看作是《The Paramour Sessions》的2.0升级版，同样流畅而上口的作品比比皆是，且更具大牌明星风范，将摇滚乐的火辣、嚣张、叛逆和狂放不羁表现的淋漓尽致。据网上流传的各种消息，很有可能此专辑的销量达到了1200多万张以上，虽然没有确凿证据，但也体现出了papa roach在粉丝心中的地位。

### 《The Connection》
2012年10月2日再发新专辑，也是第8张专辑【the connection】。
辑中加入不少电子，pop，雷鬼等元素。使其更加流行，大众化。
其主打曲still swinging早在夏日发行。其中where Did The Angels Go夺下了摇滚榜单第一冠军的位置。
其专辑也在摇滚音乐榜上多下了TOP2亚军的宝座！
主打歌still swinging也在top10摇滚歌曲拿下了第9，并且仅仅差0.6%错失了年度摇滚单曲奖。

## 專輯列表
- 《Old Friends from Young Years》（1997年）
- 《Infest》（2000年）
- 《lovehatetragedy》（2002年）
- 《Potatoes for Christmas》（2003年）
- 《Getting Away with Murder》（2004年）
- 《The Paramour Sessions》（2006年）
- 《Metamorphosis》（2009年）
- 《Time For Annihilation:On the Record & On the Road》（2010年）
- 《The connection》（2012年）
- 《F.E.A.R.》（2015年）
- 《Crooked Teeth》（2017年）
- 《Who Do You Trust?》（2019年）
- 《20/20》（2020年）
- 《Ego Trip》（2022年）

## 外部連結
- 官方網站：http://www.paparoach.com （页面存档备份，存于）